# Université Cumberland
L'université Cumberland (en anglais : Cumberland University) est une université américaine située à Lebanon dans le Tennessee.

## Historique
L'établissement a été fondé en 1842 par l'Église presbytérienne Cumberland.